# Maria Theresia Wagner
Maria Theresia Wagner, auch Marietheres Wagner (geboren in Bad Griesbach im Rottal) ist eine deutsche Filmregisseurin und Drehbuchautorin.
Wagner ist Absolventin der Hochschule für Fernsehen und Film München. Für ihren Debütfilm Die Nacht des Marders erhielt sie den Bayerischen Filmpreis in den Kategorie Nachwuchsregie sowie den Deutschen Filmpreis in der Kategorie Regie. Sie war bis Ende der 1990er Jahre für Film und Fernsehen als Regisseurin tätig. Mit Beginn des neuen Jahrzehnts wandte sich dem Schreiben zu. 2001 erschien ihr Kinderroman Der einzigartige Herr Murkelmock beim Verlag Goldfisch/Schweiz.
Wagner war 2003 Gründungsmitglied der Deutschen Filmakademie. Außerdem wurde sie als Dozentin tätig und promovierte 2013 an der Universität Passau in Filmdramaturgie.

## Filmographie (Auswahl)
- 1990: Die Nacht des Marders (Drehbuch und Regie)
- 1991: Lippels Traum (Drehbuch)
- 1992: Haus am See
- 1993: Engel ohne Flügel
- 1993: Clara
- 1994: Weihnachten mit Willy Wuff
- 1995: Alle lieben Willy Wuff
- 1995: Weihnachten mit Willy Wuff – Eine Mama für Lieschen
- 1996: Muchas gracias, Willy Wuff
- 1997: Weihnachten mit Willy Wuff – Mama braucht einen Millionär
- 1998: Der Kinderhasser
- 1998: Die unerwünschte Zeugin
- 1998: Höllische Nachbarn